# كلية الإعلام جامعة بغداد
تأسست كلية الإعلام عام 2002 بواقع قسمين هما قسم الصحافة وقسم الصحافة الإذاعية والتلفزيونية. ثم افتتح قسم ثالث عام 2005 هو قسم العلاقات العامة. كانت الكلية في بداياتها قسماً تابعاً لكلية الآداب منذ تأسيسه في عام 1964 حمل حينها اسم (قسم الصحافة). تمت الاستعانة في السنوات الأولى بعد التأسيس باساتذة من جمهورية مصر العربية يحملون شهادة الدكتوراه بالاعلام ويأتي في مقدمتهم د.عبد اللطيف حمزة ود. حسين عبد القادر.
وقد خرجت الكلية العديد من الصحفيين والاعلاميين، شغل الكثير منهم مناصب رفيعة في المؤسسات الإعلامية المحلية والأجنبية.
يقع مبنى الكلية ضمن مجمع جامعة بغداد في الجادرية.

## القبــول
يتم القبول في الكلية عن طريق التقديم المباشر الذي بدأ العمل به منذ عام 2010 لجميع خريجي الدراسة الإعدادية للفرعين العلمي والادبي بعد أن كان التقديم يتم وفق إليه القبول المركزي.

## الدراسات الأولية
تمنح الكلية شهادة بكالوريوس اعلام في الصحافة والصحافة الاذاعية والتلفزيونية والعلاقات العامة.

## الدراسات العليا
تمنح الكلية شهادة الماجستير والدكتوراه في الاعلام ويقضي الطالب في مرحلة الماجستير سنتين الأولى تحضيرية والثانية لكتابة الرسالة وفي مرحلة الدكتوراه ثلاث سنوات أحدها للتحضيرية واثنتان لكتابة الاطروحة.
عمداء الكلية
- أ. د. عبد الرزاق الدليمـي  من 2002 إلى 2003.
- أ. د. حميدة مهدي سميسم  من 2003 إلى 2006.
- أ. د. هـادي نعمان الهيتي  من 2006 إلى 2008.
- أ. م. د. عبد السلام أحمد السامر  من 2008 – 2011
- أ. م. د.هاني احمد يونس تولى عمادة الكلية منذ 2011 وحتى الآن